# Mike Mentzer
Mike Mentzer, född 15 november 1951, i Ephrata, Pennsylvania, död 10 juni 2001, var en amerikansk  kroppsbyggare, affärsman och anhängare av Ayn Rands filosofi objektivismen. Han var även författare till böckerna Heavy Duty och Heavy Duty II: Mind and Body.
Mentzer vann IFBB Mr. Universe 1978, som den förste att få ett perfekt resultat, högst antal poäng möjliga (300p).
Även om Mike Mentzer nådde stora framgångar inom bodybuilding, så anser många att hans största bedrifter var inom det skrivna ordets område. Efter många års artikelskrivande åt amerikanska kroppsbyggartidningar, offentliggjorde han sin teori om High-Intensity Training. Hans system blev populärt bland tusentals kroppsbyggare och fitness-tävlande runt om i världen. 
Under många års forskning finslipade Mentzer träningssystemet, och var övertygad om att hans forskningsarbete skulle förändra kroppsbyggarkulturen för alltid.
Mike Mentzer hade en bror som hette Ray Mentzer. Bröderna avled båda år 2001 och av samma orsak: deras gemensamma genetiska hjärtfel som också deras far led av.

## Tävlingskarriär
- 1971 Mr. America - AAU, 10:a
- 1971 Teen Mr America - AAU, 2:a
- 1975 Mr. America - IFBB, Medium, 3:a
- 1975 Mr. USA - ABBA, Medium, 2:a
- 1976 Mr. America - IFBB, Helhetsvinnare
- 1976 Mr. America - IFBB, Medium, 1:a
- 1976 Mr. Universum - IFBB, Mellanvikt, 2:a
- 1977 North American Championships - IFBB, Helhetsvinnare
- 1977 North American Championships - IFBB, Mellanvikt, 1:a
- 1977 Mr. Universum - IFBB, Tungvikt, 2:a
- 1978 USA vs the World - IFBB, Tungvikt, 1:a
- 1978 World Amateur Championships - IFBB, Tungvikt, 1:a
- 1979 Canada Pro Cup - IFBB, 2:a
- 1979 Florida Pro Invitational - IFBB, 1:a
- 1979 Night of Champions - IFBB, 3:a
- 1979 Mr. Olympia - IFBB, Tungvikt, 1:a
- 1979 Pittsburgh Pro Invitational - IFBB, 2:a
- 1979 Southern Pro Cup - IFBB, 1:a
- 1980 Mr. Olympia - IFBB, 5:a